# NGC 6325
NGC 6325 (również GCL 58 lub ESO 519-SC11) – gromada kulista znajdująca się w gwiazdozbiorze Wężownika. Odkrył ją John Herschel 24 maja 1835 roku. Jest położona w odległości ok. 25,4 tys. lat świetlnych od Słońca oraz 3,6 tys. lat świetlnych od centrum Galaktyki.